# Circuito Histórico e Arqueológico de Celebração da Herança Africana

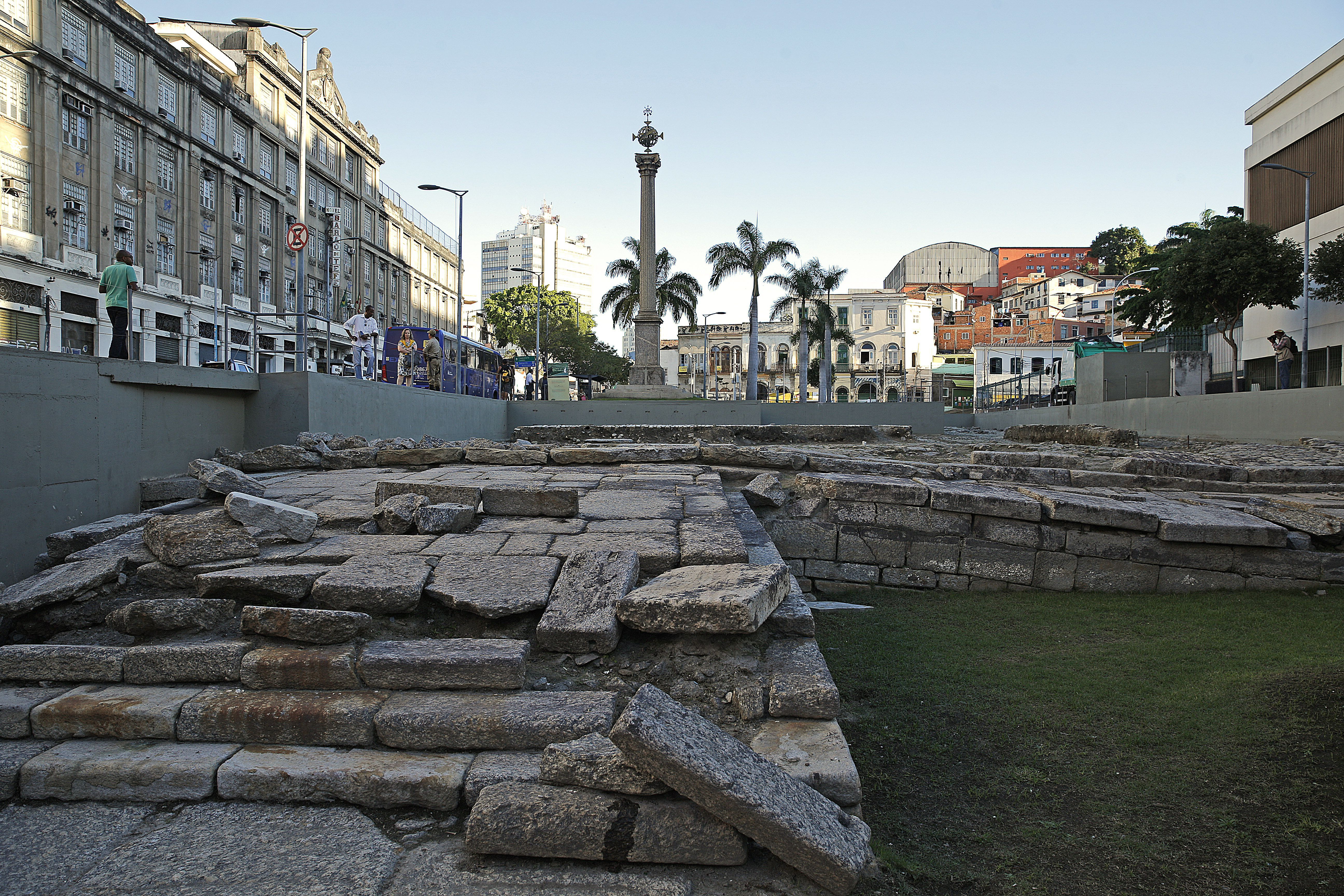
Cais do Valongo, integrante do circuito.

O Circuito Histórico e Arqueológico de Celebração da Herança Africana é um conjunto de pontos históricos e de memória, localizados entre os bairros da Gamboa e da Saúde, na Zona Portuária da cidade do Rio de Janeiro. Foi criado com o objetivo de integrar os sítios arqueológicos existentes na área e instituições de valorização e preservação da memória e do patrimônio afro-brasileiro. A iniciativa visa, também, promover a segurança e a conservação do patrimônio arqueológico em questão. 
Foi criado no dia 29 de novembro de 2011 por meio do Decreto Municipal Nº 34.803, elaborado pelo então prefeito carioca Eduardo Paes. O circuito foi criado devido à importância histórica e cultural dos remanescentes revelados pelas pesquisas arqueológicas executadas na região, motivadas principalmente pelas obras no âmbito do Porto Maravilha.
O mesmo decreto de 2011 também instituiu o Grupo de Trabalho Curatorial do Projeto Urbanístico, Arquitetônico e Museológico do Circuito Histórico e Arqueológico de Celebração da Herança Africana, coordenado pelo  Subsecretário do Patrimônio Cultural, Intervenção Urbana, Arquitetura e Design do Gabinete do Prefeito. O grupo de trabalho teve o objetivo de construir coletivamente diretrizes para a implementação de políticas de valorização da memória e da proteção do patrimônio cultural da região. O grupo também ficou encarregado de apresentar, em 30 dias, o recorte conceitual, histórico-cultural, de abrangência do circuito e sua delimitação territorial.

## Pontos
O circuito engloba uma série de espaços, cada um remetendo a uma dimensão da vida dos africanos e de seus descendentes na Região Portuária. O Decreto Municipal Nº 34.803 indica os seguintes pontos:
- Centro Cultural José Bonifácio (CCJB): É um centro cultural instalado em um palacete fundado em 1877. Funcionando ininterruptamente desde 20 de novembro de 2013, o local sedia atividades tanto acadêmicas quanto pedagógicas e artístico-culturais referentes à influência africana na formação social brasileira. O CCJB abriga uma exposição permanente de objetos encontrados durante as escavações e obras no âmbito da Operação Urbana Porto Maravilha.

- Cemitério dos Pretos Novos: É um sítio arqueológico, que também funciona como centro cultural, descoberto em 1996 após uma reforma em um casarão. Durante a reforma, foram encontradas ossadas humanas que indicavam que ali funcionou, entre 1769 e 1830, um antigo cemitério de escravos.

- Cais do Valongo: É um antigo cais situado na Praça Jornal do Comércio. Construído em 1811, o cais foi local de desembarque e de comércio de escravos africanos até 1831, ano em que foi proibido no Brasil o tráfico transatlântico de escravos. Foi reformado em 1843 em virtude do desembarque da Teresa Cristina das Duas Sicílias, que viria a se casar com o imperador Dom Pedro II. O Cais do Valongo recebeu o título de Patrimônio Histórico da Humanidade pela UNESCO em 9 de julho de 2017 por ser o único vestígio material da chegada dos africanos escravizados nas Américas.

- Jardim Suspenso do Valongo: É uma construção paisagística situada na encosta oeste do Morro da Conceição. Projetado pelo arquiteto-paisagista Luis Rey, o jardim foi construído em 1906 como parte de um muro de contenção durante as obras promovidas pelo prefeito Pereira Passos.

- Praça dos Estivadores: É uma praça situada onde, no passado, era uma área de venda de escravos. Antigo Largo do Depósito, o nome atual do logradouro homenageia o Sindicato dos Estivadores, o primeiro sindicato do Brasil, fundado em 1903.

- Pedra do Sal: É uma grande pedra com uma escadaria talhada, aos pés do Morro da Conceição. Tombado em 1984 como patrimônio histórico, o local recebeu esse nome porque lá era descarregado o sal dos navios que atracavam no porto. Atualmente, a Pedra do Sal é palco de rodas de samba e de choro.